# 新潟市立白根第一中学校
新潟市立白根第一中学校（にいがたしりつしろねだいいちちゅうがっこう）は、新潟県新潟市南区に所在する新潟市立中学校である。
通称名称 : 一中（いっちゅう）、白一（しろいち）、白根一中（しろねいっちゅう）

## 概要
1975年（昭和50年）4月1日、白根市の茨曽根中学校、白根中学校、根岸中学校の統合により、白根市立白根第一中学校として創立。
全校生徒数307名（1年104名・2年104名・3年99名、2023年（令和5年）度時点）

## 沿革
旧Webサイトの 白根一中の歩み より
- 1975年（昭和50年）4月1日 - 白根市立茨曽根中学校、白根市立白根中学校、白根市立根岸中学校の統合により、白根市立第一中学校が創立
- 1992年（平成4年）4月1日 - 白根市立白根北中学校の開校により通学区域を一部分割
- 2003年（平成15年）4月1日 - 白根市立白南中学校の開校により通学区域を一部分割
- 2005年（平成17年）3月21日 - 白根市が新潟市に編入合併。それに伴い、新潟市立白根第一中学校に改称

## 通学区域
新潟市立白根小学校 校区（新潟市南区）
- 新潟市南区
  - 鯵潟、鯵潟1丁目、神屋、小坂、小蔵子（一部）、七軒、七軒町、十五間、上下諏訪木、白根、白根東町1丁目、白根魚町、白根水道町、白根ノ内七軒、白根日の出町、白根古川、白根四ツ興野、親和町、杉菜、助次右エ門組、戸頭（一部）、能登、能登1・2丁目、平成町、保坂

新潟市立小林小学校 校区（新潟市南区）
- 新潟市南区
  - 和泉、浦梨、上木山、上八枚（一部）、次郎右エ門興野（一部）、櫛笥、下木山、蔵主、田尾、田中、戸頭（一部）、鍋潟、平潟、平潟新田、万年

## 進学前小学校
- 新潟市立白根小学校
- 新潟市立小林小学校

## 現在の部活動

### 運動部
- 男子バドミントン部
- 女子バドミントン部
- 陸上競技部
- サッカー部
- 野球部
- バレーボール部（女子）
- ソフトテニス部（女子）（男子ソフトテニス部は廃部）
- 柔道部
- 剣道部
- 男子バスケットボール部
- 女子バスケットボール部

### 文化部
- 吹奏楽部
- 美術部

### 特設部
- 水泳部
- 卓球部
- 凧部